# Cossyphicula roberti
La cosifa ventriblanca (Cossyphicula roberti) es una especie de ave paseriforme de la familia Muscicapidae propia de las montañas del África subsahariana. Es la única especie del género Cossyphicula.

## Taxonomía
La cosifa ventriblanca fue descrita científicamente por el ornitólogo británico Boyd Alexander en 1903, con el nombre de Callene roberti. En 1934 fue trasladada al género Cossyphicula. Tradicionalmente se incluía en la familia Turdidae, pero ahora se clasifica en la familia Muscicapidae, como la única especie del género Cossyphicula.
Se reconocen dos subespecies:
- C. r. roberti – presente en las montañas del sureste de Nigeria y el oeste de Camerún además de la isla de Bioko;
- C. r. rufescentior – localizada en las montaña en el este de República Democrática del Congo, Ruanda, Burundi y el sudoeste Uganda.

## Distribución y hábitat
Se encuentra en las montañas que circundan África central, distribuida por Burundi, Camerún, el este de la República Democrática del Congo, Guinea Ecuatorial, Nigeria, Ruanda y Uganda. Su hábitat natural son los bosques tropicales de montaña.